# Bromma Conquip
Bromma Conquip (bifirma till Cargotec Sweden AB) är ett svenskt mekanisk verkstadsföretag, som är specialiserat på tillverkning av lyftok för containerhantering. Företaget ingår den finländska koncernen Cargotec. 
Bromma Conquip grundades som Bromma Smides och Mek. Verkstad AB 1960 och var till en början en liten mekanisk verkstad med diversifierad produktion. Göteborgs hamn beställde lyftutrustning för containrar och företaget kom så att tillverka sina första teleskopiska lyftok för containrar 1967. Nordstjernan AB köpte företaget 1981, namnändrade det 1985 till Bromma Conquip AB och sålde det vidare 1987 till Zetterbergs Industri AB,
Bromma Conquip har sedan 2015 sitt huvudkontor i Singapore och utveckling i Stockholm, Singapore samt Malaysia. Tillverkning i Malaysia.